# Air Dolomiti
Air Dolomiti er et regionalt flyselskab fra Italien. Selskabet er ejet af tyske Lufthansa, og har hub på Flughafen München Franz Josef Strauß og Verona Airport. Hovedkontoret er placeret i Villafranca di Verona.
Selskabet fløj i september 2013 ruteflyvninger til omkring 20 destinationer, hvoraf de fleste er beliggende i Italien med rute til München. Flyflåden bestod af 17 fly med en gennemsnitsalder på 6,7 år. Heraf var der ti Embraer ERJ-195 og syv eksemplarer af ATR 72.

## Historie
Selskabet blev etableret 30. december 1989 af koncernen Linee Aeree Europee. Den første ruteåbning fandt sted i januar 1991, da Air Dolomiti begyndte flyvninger imellem Trieste og Genoa. I 1992 åbnede ruten imellem Verona og München, og blev dermed selskabets første internationale rute.
Efter flere års samarbejde, erhvervede tyske Lufthansa en 26% ejerandel i januar 1999. I april 2003 købte Lufthansa yderlige 26% af selskabet, og blev hovedaktionær. Tre måneder senere overtog tyskerne det fulde ejerskab af Air Dolomiti. Siden da er Air Dolomiti blevet kontrolleret af Lufthansa som medlem af Lufthansa Regional, som er et strategisk samarbejde mellem fem regionale europæiske luftfartsselskaber (Air Dolomiti, Augsburg Airways, Contact Air, Eurowings og Lufthansa CityLine).